# Pandanus stellatus
Pandanus stellatus är en enhjärtbladig växtart som beskrevs av Ugolino Martelli. Pandanus stellatus ingår i släktet Pandanus och familjen Pandanaceae.
Artens utbredningsområde är Madagaskar. Inga underarter finns listade.